# 伊本·白图泰

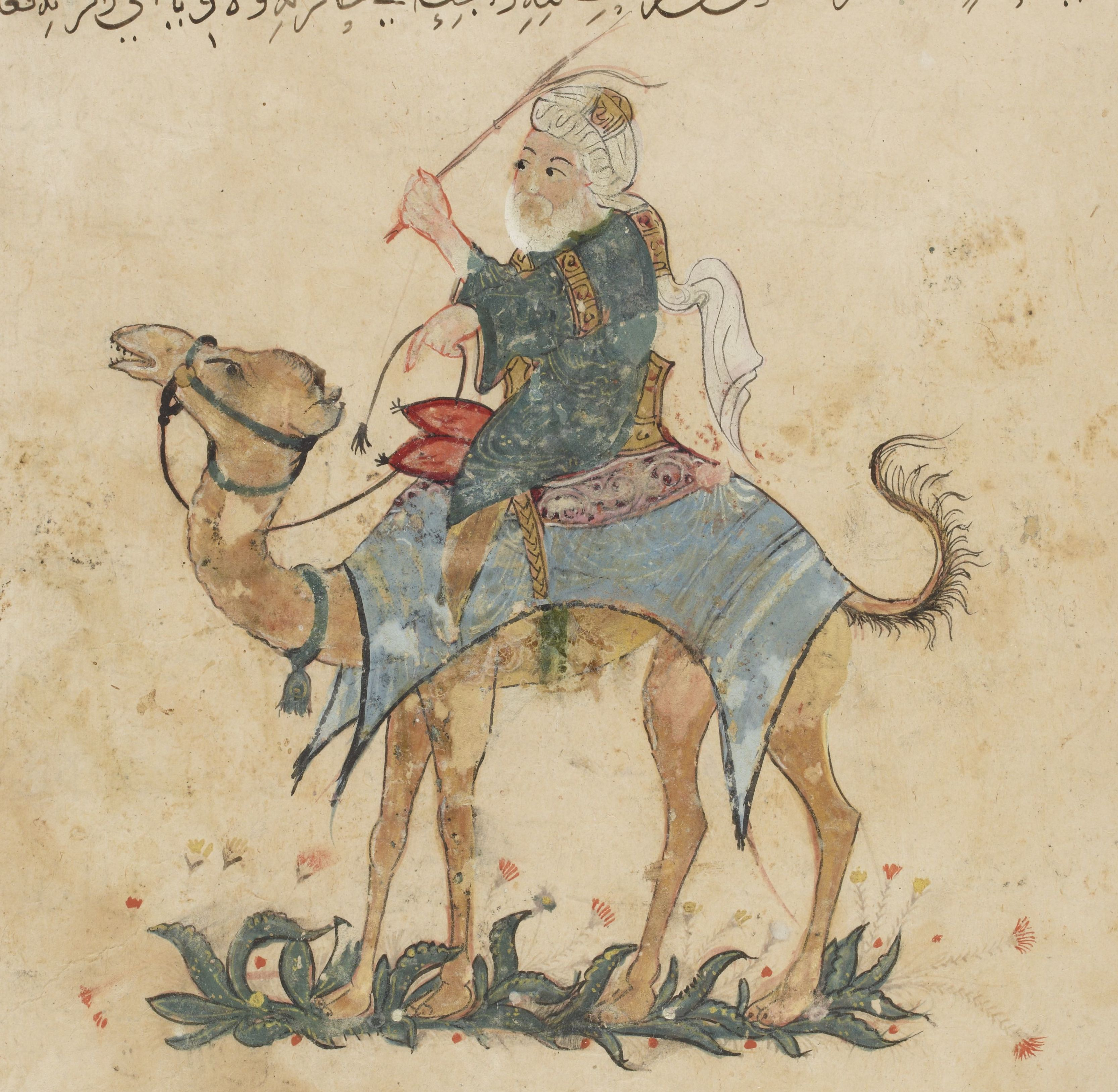
伊本·白图泰

伊本·白图泰（阿拉伯語：ابن بطوطة、拉丁转写：ibn Baṭūṭah，1304年2月25日—1369年），全名阿布·阿卜杜拉·穆罕默德·伊本·阿卜杜拉·伊本·穆罕默德·伊本·易卜拉欣·莱瓦提·丹吉·伊本·白图泰（羅馬化：ʾAbū ʿAbd-ul-Lāh Muḥammad ibn ʿAbd-ul-Lāh ibn Muḥammad ibn ʾIbrāhīm l-Lawātī ṭ-Ṭanǧī ibn Baṭūṭah），摩洛哥的穆斯林学者，公認是世界上最偉大的旅行家之一。
1304年2月24日，白图泰出生于摩洛哥丹吉尔的一个柏柏尔人家庭。20岁左右时，他出发去麦加朝圣，从此开始，他藉由「蒙古治世」的庇護，踏上了一条长达117,000公里的旅途，经过了现在44个国家的国土，他的旅程記錄在《伊本·巴圖塔遊記》中，在三十年的旅途過程中，他經過了大部份著名的穆斯林世界，也到了許多非穆斯林的地區，旅途包括北非、非洲之角、東歐、中東、南亞、中亞、東南亞及中國等地。

## 早年

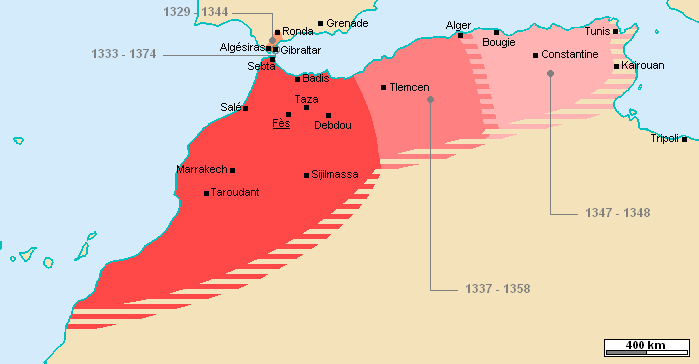
14世紀馬林王朝擴張圖，1324白圖泰出發時，馬林的摩洛哥只擁有深紅領地，1349年他回到家鄉後，馬林已佔領暗紅、淺紅地區

1304年，白圖泰出生於摩洛哥馬林王朝治下的海岸城市丹吉爾，父親是伊斯蘭教法的法官，因此他從小在麦兹海布接受穆斯林學者的菁英教育。他在少年就立志到麥加朝聖、遊歷世界，後來在20歲向西啟程之後，藉由他精通律法的優勢，以及亞洲大部分伊斯蘭國家稀缺（伊斯蘭）教法學者的特點，讓他在印度洋國家幾乎毫不費力就獲得官位（多為法官）、成為統治階層，給予他必要的資金和幫助，繼續他下一站壯闊的旅程。

## 行程

### 麦加朝圣
首先，1324年他沿着北非海岸旅行，穿过现今摩洛哥、阿尔及利亚、突尼斯、利比亚和埃及的国土，到达馬木路克王朝的首都开罗。从开罗到麦加有三条路线，白图泰选择了最短但是最不常用的那一条，即朔尼罗河而上，从今日苏丹的苏丹港过红海去麦加。就在他到达苏丹的时候，当地爆发了针对埃及马穆鲁克统治者的叛乱，于是白图泰只得折回开罗。在路上，据说他碰到了一位“圣人”，预言他除非先去叙利亚，否则永远到不了麦加。这样，白图泰就决定先去大马士革，沿途参拜耶路撒冷等圣地後再转向去麦加。
在大马士革度过斋月後，1326年10月白图泰顺利地同一支商队抵达了麦地那和麦加，完成了朝圣，並在麥加待了一個月。但是这个时候，已经被旅行迷上的他，决定不再回家，而朝下一个目的地，向当时在伊儿汗国统治下的巴格达前进。

### 伊儿汗国

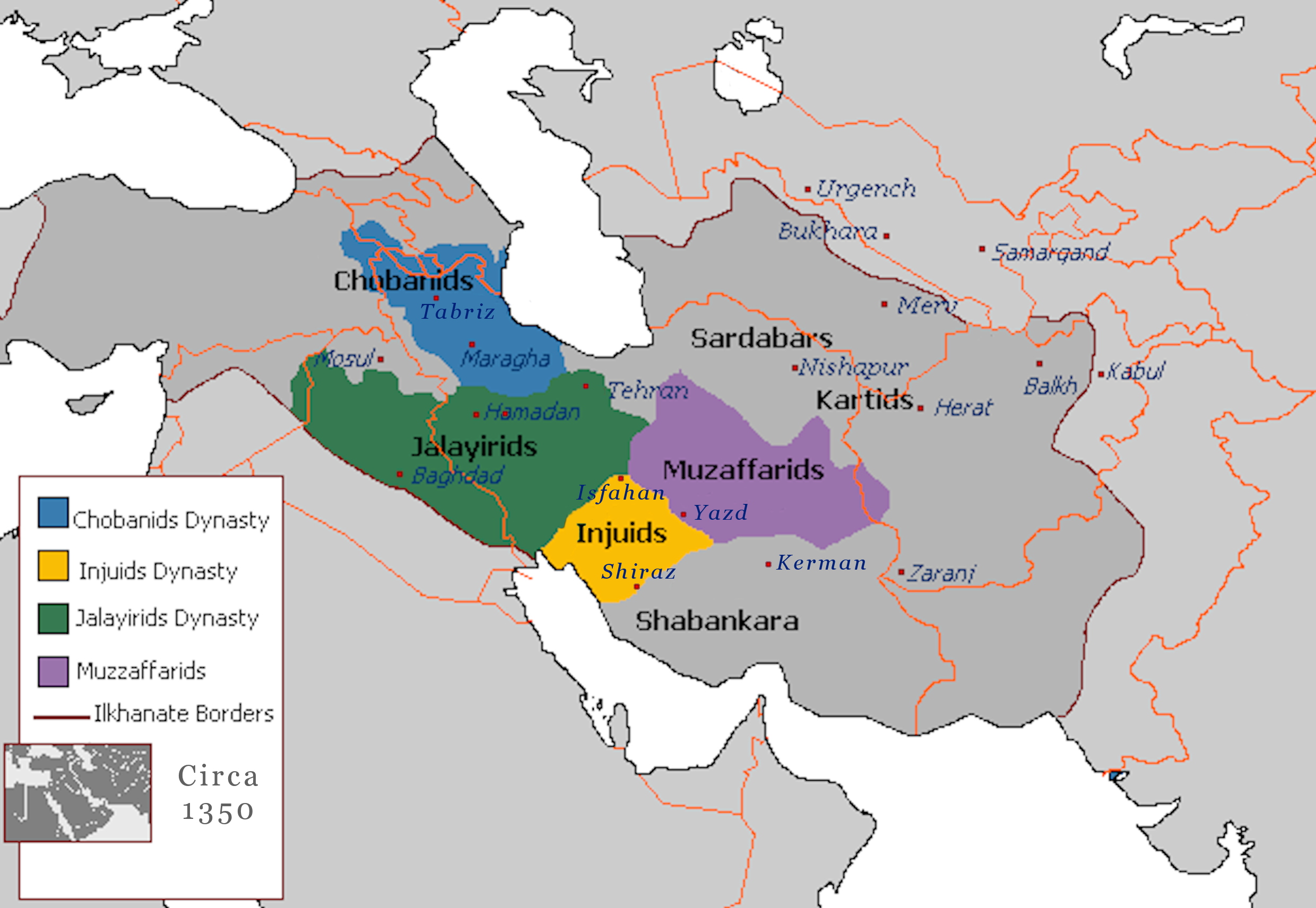
白圖泰在1327年離開伊兒汗國之後的8年，汗國迅速在1335年分裂成多個軍閥政權

白图泰穿过现今沙特阿拉伯境内的茫茫沙漠，抵达了巴士拉，然后他转向东北，朝圣了圣地伊斯法罕，再折回西南，经过设拉子、纳杰夫，於1327年6月抵达巴格达。当时的巴格达尚未从旭烈兀的劫掠中恢复，尚是一片破败景象。白图泰在巴格达遇见了伊儿汗国的大汗不賽因（最後一位保持汗國統一的大汗），随着他一同去了伊儿汗国首都大不里士。在蒙古入侵之时，大不里士没有抵抗即开城，因此没有受到什么兵灾，加之位于丝绸之路上，所以当时大不里士成为了西亚首屈一指的商贸中心。在此之后，白图泰回到了麦加，做第二次的朝圣，並在麥加一待三年（1327-1330年）。

### 东非之旅

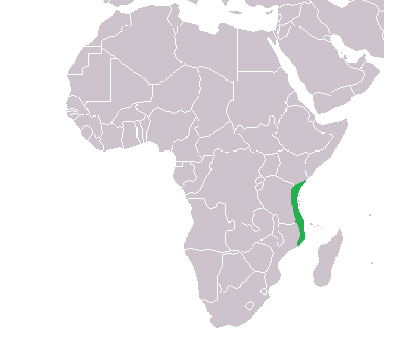
14世紀的基爾瓦蘇丹國，白圖泰在1331年坐船造訪了此國的港灣城市蒙巴萨、桑给巴尔和基爾瓦

白图泰无法满足于定居生活，很快他於1330年再一次踏上旅程。这次他首先沿红海南下，经过埃塞俄比亚，到达也门的亞丁，然后他借着季风，沿东非海岸一路往南，於1331年相继访问了摩加迪沙（今索馬利亞南境）、蒙巴萨、桑给巴尔和基爾瓦。随着季风转为南风，白图泰往北回到了亚丁，然后他又向北访问了阿曼，直到今天的霍尔木兹海峡。结束这一切後，他又回到了麦加，为下一次旅行做准备。

### 金帐汗国

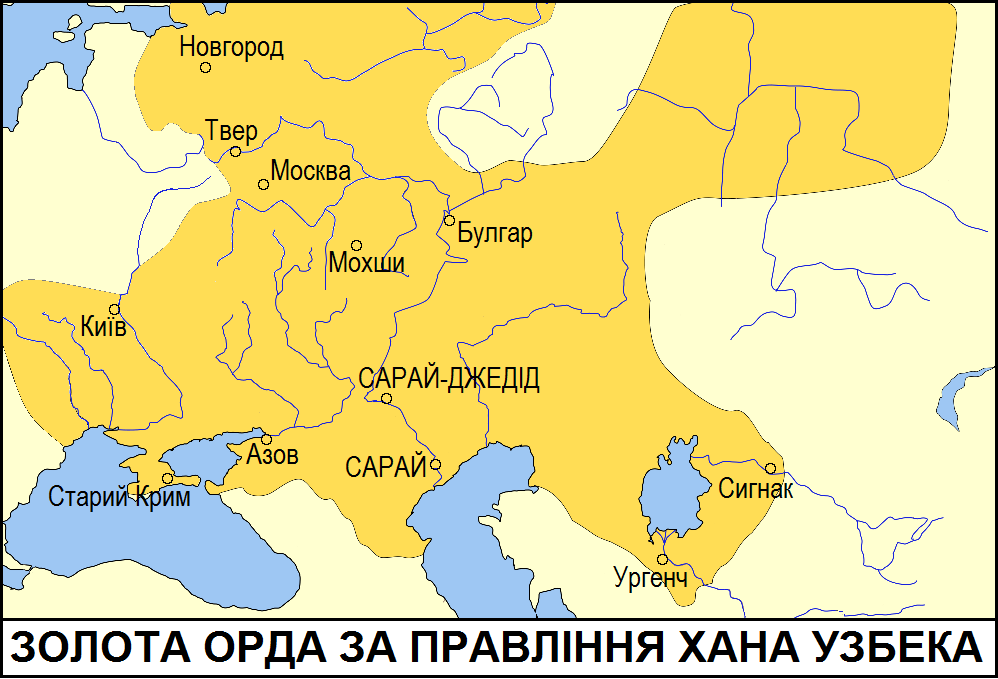
1330年代的金帳汗國（深黃色），當時大汗為僅次於拔都的偉大汗王月即别（1313-1341年在位），將伊斯蘭定為國教，並以伊斯蘭教法取代蒙古扎撒

过了一年，据说德里的苏丹听说了白图泰的故事，决定邀请他去印度。白图泰于是先出发去小亚细亚，因为当时和德里苏丹同族的塞尔柱人正统治着那里，白图泰认为在那里可以找到翻译和向导。他从今日的黎巴嫩海岸出发，搭乘一艘热那亚船，抵达土耳其港口阿拉尼亚，从那里，他穿过整个安纳托利亚，到达黑海海港锡诺普。从那里，他又搭船穿过黑海，抵达克里米亚的卡法港。从卡发出发，他一路往东穿过草原，在一段旅程中，他遇上了金帐汗国大汗月即别（剛把汗國伊斯蘭化），随着他回到了伏尔加河边的首都萨莱，据说白图泰这次旅程最东到达了阿斯特拉罕。恰好月即别的一位拜占庭宠妃有孕，月即别决定派遣白图泰陪同这名宠妃回故乡生产。
1332年底，白图泰抵达君士坦丁堡，见到了东罗马帝国皇帝安德洛尼卡三世，这是他第一次旅行到非伊斯兰城市，索非亚大教堂的宏伟令他赞叹。完成任务之后，他回到阿斯特拉罕，向月即别大汗报告。然后他动身渡过里海，穿越中亚的草原，经过咸海，抵达撒马尔罕和布哈拉，在那里，他终于找到了翻译和向导，向南经过今日的阿富汗，进入了德里。

### 德里苏丹国

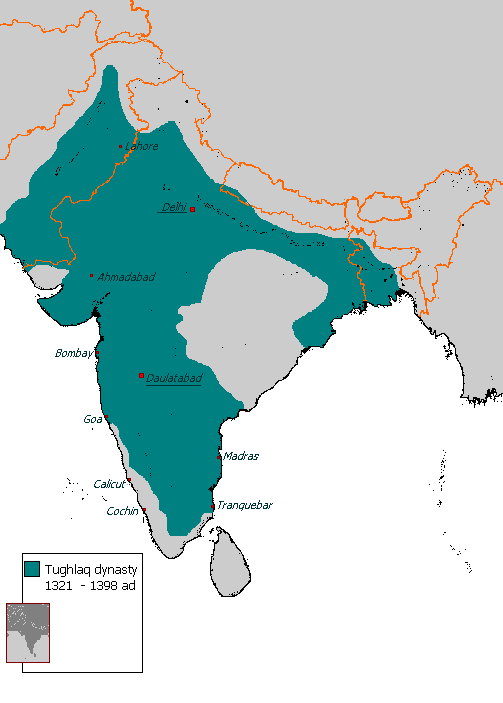
白圖泰於1333-1342年停留的德里蘇丹國（圖格魯克王朝），雄才猜暴的蘇丹穆罕默德剛因1320年代的領土翻倍擴張而達到頂峰，但1340年代東、南部因重稅而叛亂，國家逐漸衰敗，並在1351年穆罕默德死後徹底失去德干高原

德里苏丹国的圖格魯克王朝是建立在非穆斯林国土上的伊斯兰国家，刚刚经历过一场叛乱，因此苏丹穆罕默德·宾·图格鲁克非常急于延揽熟悉伊斯兰教法的人才，以巩固其统治。白图泰在麦加居住多年，饶有学识，于是被任命为卡迪（法官）。图格拉克喜怒无常，因此白图泰有时生活在宠信之中，有时又被猜疑笼罩。因此，他决定离开。这时恰好苏丹要派人出使中国，白图泰立刻自告奋勇。这样，他既能离开德里，又可以访问新的土地了。

### 东南亚
从德里一出发，白图泰一行就遭到了印度教信徒的袭击，几乎丧命。在到达南印度的港口古里之后，出航的船队尚未出发便遭风暴。三艘船中两艘沉没，第三艘被迫拔锚启航，两个月后被苏门达腊岛的统治者擒获。白图泰当时正在清真寺中祷告，幸免于难。但是，他也不敢回德里，只能托庇于当地穆斯林统治者之下。很快，印度教徒推翻了穆斯林的统治，白图泰仓皇逃出，流落马尔代夫。
在马尔代夫他停留了九个月，在此期间，他被任命为当地的大法官，甚至被迫娶了国王的女儿。但是，白图泰不想留在马尔代夫，于是他随意判罚，惹怒了国中上下，终于，他被赶出了马尔代夫。接下来，他去了锡兰，看到了亚当桥。但是他的船随后先是遇上风暴，又被海盗抢劫，使他被迫又折返古里，然后又是马尔代夫。
这一次，他立刻找到了一艘来自中国的船只，并顺利地经过马六甲海峡，沿着越南海岸北上，最后到达了元朝南中国的主要港口泉州。

### 中国
白图泰到達泉州時，當時中國在蒙古人的統治下，他提到當地的藝術家會因為安全因素，繪製當地外在人口的畫像。白图泰讚賞他們的手工藝、當地的丝绸、瓷器，像李子及西瓜等水果，以及紙幣的方便。他描述了泉州製造大船的工藝，也注意到中國料理及市場上販賣的肉類，像青蛙、豬肉（穆斯林不吃青蛙、豬肉、狗肉等不清真食品）甚至是狗肉，而當地的雞也比他家鄉的要大。
从泉州出发，他又去了杭州。白图泰沿着京杭大运河一直北上去了北京，他在中国的时间大约是在1345年到1346年。

### 归程
在杭州，白图泰决定要回家。但是，他已经无法决定哪里是自己的家了。他首先坐船回到古里，但是他不敢面对图格拉克。于是他穿过阿拉伯海去阿曼和巴格达，在那里，他得知伊儿汗国陷入内战，大汗不賽因已经在1335年死去，汗国分裂成四個政權。这样，他决定回去麦加，1348年经过大马士革的时候，他得知黑死病开始蔓延，他的父亲已经死去。白图泰立即决定要回摩洛哥的家乡。经过撒丁岛，1349年他回到了家鄉丹吉尔，发现母亲也在数月前过世。此时，已经距离他离开家乡大概有25年了。

### 西班牙和摩洛哥

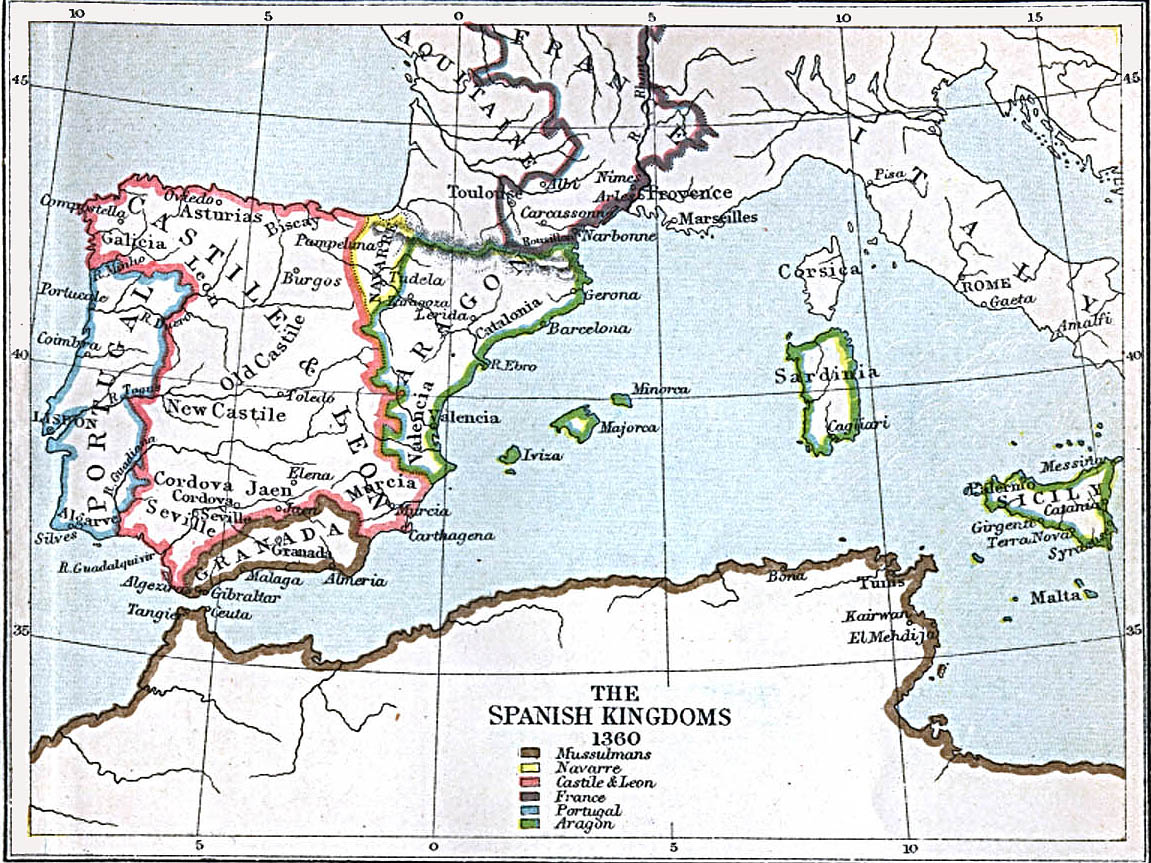
1360年的伊比利半島：北方三個天主教王國由左至右為葡萄牙王國（藍線）、卡斯提爾王國（紅線）、亞拉岡王國（綠線）；南方是唯一的伊斯蘭國家格拉納達王國（棕線）

在家中没有待多少时候，白图泰又出发去当时在穆斯林统治下的西班牙——安达卢西亚。当时卡斯蒂利亚的国王阿方索十一世正举兵威胁攻打直布罗陀，丹吉尔的穆斯林们组织了一些志愿者去守卫该城，白图泰也是其中一员。但是阿方索随即死于黑死病。所以等到白图泰抵达安达卢西亚的时候，威胁已经解除。于是，白图泰一路游览，最北到达瓦伦西亚，然后经过格拉纳达回家。回到摩洛哥後，白图泰发现自己居然还没有游历过这个国家，于是他又出发去圣地马拉喀什，发现由于黑死病，已经成为空城。于是他又去了摩洛哥当时的首都非斯，游览一番後，回到了丹吉尔。

### 马里

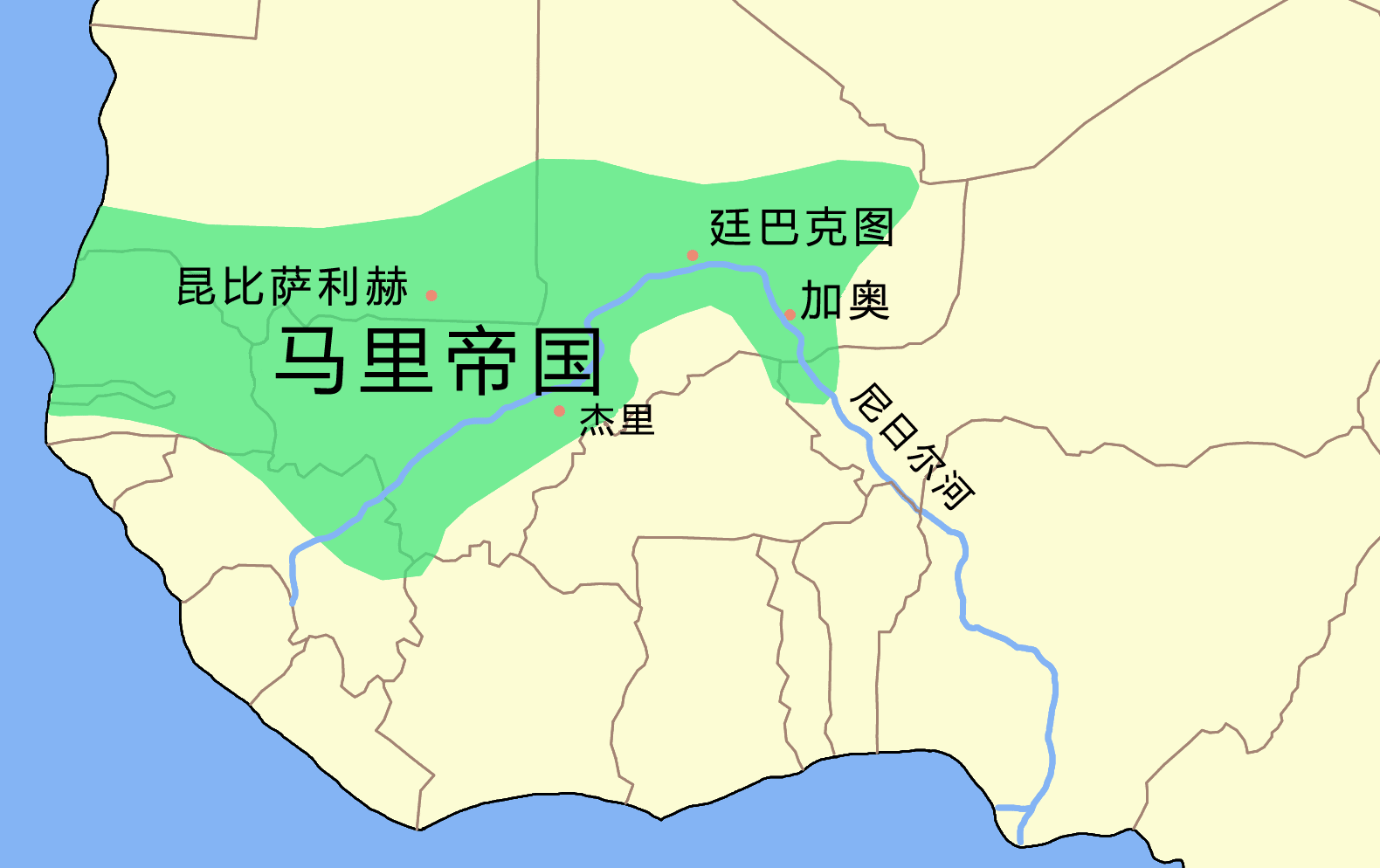
1350年的黑人帝國馬里，因為擁有世界最大的金礦，其國王被認為是14世紀最有錢的人，以1312-1337年在位的曼萨·穆萨為最

在丹吉尔，白图泰听说了撒哈拉沙漠南面的神秘国度——马里帝国，据说当时世界一半的黄金都产于马里。白图泰于是决定要去马里。1351年秋天，白图泰出发去马里，穿过撒哈拉沙漠後，他先抵达了古城Taghaza，这是一座用食盐建造的城市，是摩洛哥人用盐交换马里人黄金的据点。然后他又向南旅行，沿着一条他认为是尼罗河的大河航行（实际上那是尼日尔河），最后抵达了马里的首都尼亞尼，见到了国王曼萨·苏莱曼（曼萨·穆萨之弟），也留下對馬里帝國的詳細記錄：雖然這個富裕、產金的(黑人)帝國皈依伊斯蘭教、虔頌可蘭經，但是過半數女性都赤裸身體，包含白圖泰眼見的數百位女奴、侍女，甚至蘇丹的小女兒，都直接裸露身體、暴露私處；白圖泰努力規勸國王說，好的穆斯林不應讓女性如此裸體，但沒人接受他的意見。之后，白图泰踏上了归途，在廷巴克图，他收到了摩洛哥苏丹的命令，命令他立即回乡，他這裡第一次看到了河馬，是人生首例。

## 白图泰游记
回到丹吉尔之后，摩洛哥苏丹阿布·伊南·法里斯派了一位学者伊本·猶札调查白图泰，这位学者记录下了白图泰的叙述，将其命名为《伊本·白图泰游记》（拉丁转写：Rihla ibn Battuta ）。白图泰随后在丹吉尔担任当地的卡迪，1369年（或1368年）逝世后葬于丹吉尔。游记在随后的岁月中没有得到应有的重视，直到19世纪，才被西欧的学术界重新发现，1853年到1859年，法文版在巴黎出版，引起极大的轰动，后又被翻译成多种文字。学术界认为，这本书的大部分记述都是可信的，为研究14世纪的世界各国提供了许多素材。1985年，该书由北京大学教授马金鹏译为中文出版。

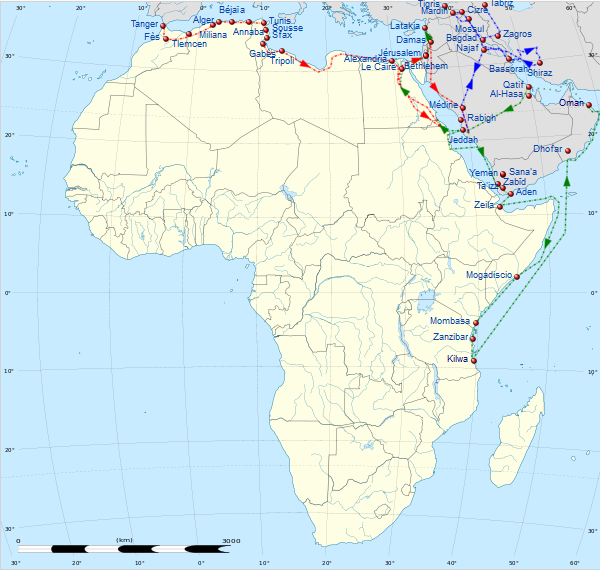
伊本·巴杜達的旅程，1325-1332年
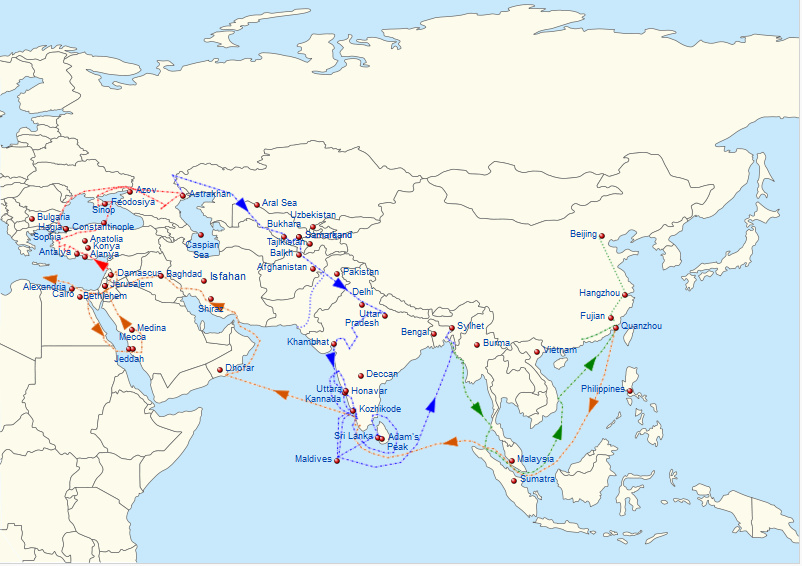
伊本·巴杜達的旅程，1332-1346年
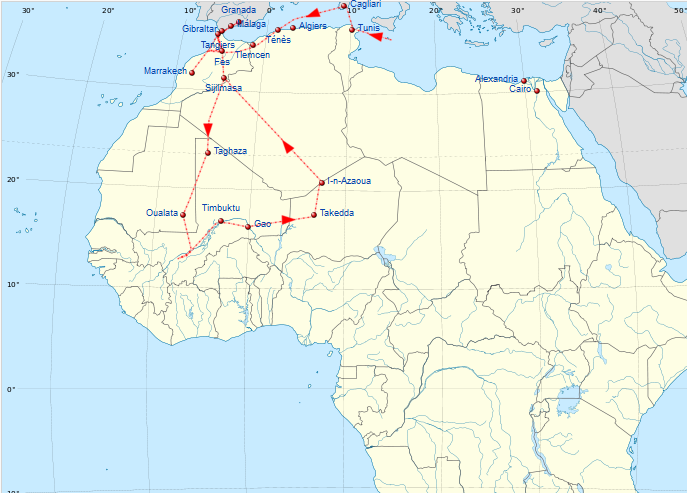
伊本·巴杜達的旅程，1349-1354年

## 评价
白图泰的足迹，几乎踏遍了当时伊斯兰世界的每一个国家。在蒸汽機及火車發明到来以前，他可能是旅行路程最长的人。在阿拉伯世界，白图泰获得了崇高的声名，摩洛哥人将其作为英雄加以纪念。近代天文学家以其名字命名了月球上的一座环形山。

## 流行文化
- 杜拜六國商城（英语：Ibn Battuta Mall）的內部分為埃及、印度、中國、安達魯西亞、波斯及突尼西亞六個區，是依白图泰的旅行所激發的靈感。
- 2007年BBC的電視紀錄片「Travels with a Tangerine」由古典歷史家蒂姆·麦金托什-史密斯（英语：Tim Mackintosh-Smith）探索伊本·白图泰從丹吉爾到中國的旅程。
- 在2009年的電影《忍者刺客》中由Richard van Weyden（英语：Richard van Weyden）飾演伊本·白图泰 [10]。
- Ibn Batuta pehen ke joota 是1970年代著名的印地語童謠，由詩人Sarveshwar Dayal Saxena（英语：Sarveshwar Dayal Saxena）所寫[11]。
- Ibn-E-Batuta 是2010年寶萊塢電影愛情故事（英语：Ishqiya）中的歌，因伊本·白图泰而得名。
- Layar Battuta是馬來西亞流行民族歌手Noraniza Idris在2002年發行專輯《Aura》中的歌，得名自伊本·白图泰去東南亞的旅程。
- 2009年IMAX影片麥加之旅（英语：Journey to Mecca）是依伊本·白图泰的旅程為基礎[12]。

## 年表
- 1304年出生於摩洛哥丹吉爾。
- 1325年6月從丹吉爾出發途經北非，1326年4月抵達埃及亞歷山卓，原本打算往上埃及渡紅海但失敗，1326年7月回到開羅，遊經耶路撒冷、大馬士革，1326年9月抵達麥加。
- 1326年11月離開麥加前往巴格達，途經胡齊斯坦、法爾斯、大不里士、薩邁拉、摩蘇爾，然後回到巴格達。
- 1327-1330年間寄居麥加。
- 1330年遊歷紅海、葉門、亞丁、塞拉、摩加迪休、基爾瓦島，1332年經阿曼、波斯灣、阿拉伯沙漠回到麥加朝聖。
- 麥加朝聖後，前往埃及、敘利亞、小亞細亞，在錫諾普渡黑海到克里米亞，1332年5月抵達欽察汗國薩萊，1332年6月到保加爾城，1332年7月啟程前往拜占庭君士坦丁堡。
- 1332年10月離開君士坦丁堡，途經大草原、河中地區、阿富汗、橫越興都庫什山，1333年9月抵達印度。
- 1333-1342年7月在德里蘇丹國擔任大法官，後辭職出使中國。
- 1343年8月流亡馬爾地夫9個月，之後前往錫蘭，參訪亞當峰、然後前往孟加拉、蘇門答臘、占婆、1346年到中國泉州、杭州 (杭州至北京一段可信度存疑)。
- 1348年回程經蘇門答臘、馬拉巴爾、波斯灣、巴格達、敘利亞、亞歷山卓，此期間正好遇上黑死病大流行。
- 1349年4月從亞歷山卓出發前往突尼斯，再至薩丁尼亞島，然後返航阿爾及利亞，1349年11月抵達摩洛哥首都非斯，然後又遊歷西班牙格拉納達才回到故鄉。
- 1352年2月穿越撒哈拉沙漠前往馬利、廷巴克圖、加奥，1353年12月回到摩洛哥。
- 1377年逝世於摩洛哥馬拉喀什。